# Арабское завоевание Сицилии
Арабское завоевание Сицилии началось в июне 827 года и продолжалось до 902 года, когда пала последняя византийская крупная крепость на острове, Тавромений. Отдельные крепости продолжали оставаться в руках византийцев, но в целом остров находился под контролем арабов до тех пор, пока в XI веке не был завоёван нормандцами.
Хотя Сицилия подвергалась набегам арабов с середины VII века, это не угрожало византийской власти на острове. Возможность изменить положение дел для аглабидских эмиров Ифрикии представилась в 827 году, когда командующий флотом острова Евфимий поднял мятеж. Побеждённый сохранившими верность империи войсками и изгнанный с острова, Евфимий стал искать помощи у эмира Зиядет-Аллаха I. По предложению Евфимия, он должен был владеть островом с титулом императора, но платить при этом некоторую дань эмиру, который, в свою очередь, должен был помогать Евфимию войсками. На совете знатнейших арабов при обсуждении этого предложения мнения разделились — большая часть указывала на действовавший с 813 года мирный договор, тогда как остальные считали его утратившим силу. В результате победила партия во главе с кади Асадом ибн аль-Фуратом, выступавшая за немедленное начало войны, обосновывавшая своё рвение текстами из Корана. При этом пока предполагалось только нашествие на остров, но не его покорение. Уступая желанию населения, Зиядет-Аллах I поставил во главе войска кади Асада. Численность войска достигала 10 000 пехоты, 700 всадников и 70 или 100 кораблей, не считая флота Евфимия. Соединённый флот выступил из Суса 14 июня 827 года и через три дня достиг Мадзары, где у Евфимия были сторонники. Когда дело дошло до боевых действий, Асад объявил своим греческим сторонникам, что не нуждается в их услугах. В первом же сражении византийцы были разбиты, а военачальник Палата бежал вначале в Кастроджованни, а затем в Калабрию, где вскоре умер. После этого Асад выступил к Сиракузам. По пути туда его встретили византийские парламентёры, предложившие платить дань взамен его обещания не продолжать наступление. Достаточно быстро Асад понял, что это было уловка, которая позволяла византийцам укрепить город и свезти в него ценности из близлежащих населённых пунктов и церквей. Осенью 827 года началась осада Сиракуз, завершившаяся без результата через год. Тем временем на Сицилию прибыли подкрепления — как византийские, так и арабские. Арабы продолжили наступление вглубь острова и в 831 году взяли Палермо, который стал столицей провинции.
Византия не оказывала серьёзной помощи осаждённому острову, предпочитая вести борьбу с Халифатом на восточной границе и с Критским эмиратом в Эгейском море. В 859 году пала крепость Кастроджованни в центре острова, и после длительной осады в 878 году Сиракузы. Византия продолжала удерживать несколько крепостей в северо-восточной части острова ещё несколько десятилетий — последней пала крепость Тавромений в 902 году. Попытки вернуть остров продолжались до XI века.

## Предыстория
На протяжении всего периода римского правления Сицилия была «тихой процветающей заводью». Лишь в V веке от рождества Христова остров пострадал от набегов вандалов с берегов ранее завоёванной ими Африки. В 535 году остров перешёл под контроль Византийской империи и подвергся разрушительным набегам остготов в ходе Византийско-готских войн, однако после этого спокойствие восстановилось. Защищённая морем, Сицилия избежала и разрушительных воздействий, которые нанесли Византийской Италии вторжения лангобардов в конце VI — начале VII веков. На острове сохранились процветающие города и гражданская администрация. Однако растущая угроза мусульманской экспансии заставила империю начать укреплять оборону острова. Историк-византинист Джон Багнелл Бьюри пишет о том, что «эта плодородная земля была желанным владением и сама по себе, но местоположение в центре Средиземного моря делало её объектом первостепенной важности для любой средиземноморской морской державы, поскольку она была одновременно „ступенькой“ в Италию и „воротами“ в Адриатику».
Остров стал мишенью арабов ещё в 652 году, через несколько лет после создания первого исламского флота. После начала арабского завоевания Северной Африки Сицилия стала настолько важной стратегической базой, что в 661—668 годах, при Константе II была резиденцией императорского двора. Около 690 года правители фемы Сицилия стали правителями рассеянных имперских владению в южной части материковой Италии. В первой половине VIII века остров продолжал подвергаться арабским набегам, однако серьёзной угрозы Сицилии они не представляли до тех пор, пока мусульмане не завершили завоевание Северной Африки и не двинулись в Испанию. Первым арабом, решившим вторгнуться на остров, стал Абд ар-Рахман ибн Хабиб, аббасидский наместником Ифрикии. В 752—753 годах он задумал попытаться захватить Сицилию и Сардинию, также принадлежавшую на тот момент Византии, однако ему помешало крупное берберское восстание. В 799 году новый правитель Ифрикии и основатель династии Аглабидов Ибрахим ибн аль-Аглаб добился признания своей автономности от аббасидского халифа Харун аль-Рашида тем самым ознаменовав создание де-факто независимого государства на территории современного Туниса. В 805 году он заключил перемирие на 10 лет с византийским стратигом Сицилии. В это же время обосновавшиеся в Испании Омейяды опустошили Сардинию и Корсику. В 816 году перемирие было возобновлено сыном Ибрахима Абдалахом ибн Ибрагимом. Аглабиды в то время были слишком заняты противостоянием с Идрисидами на западе чтобы начать подготовку вторжения на Сицилию. Вместо этого они наоборот поддерживали торговые отношения с византийцами на Сицилии. Согласно русскому византинисту Александру Васильеву, на острове даже постоянно проживало несколько мусульманских купцов.

## Восстание Евфимия

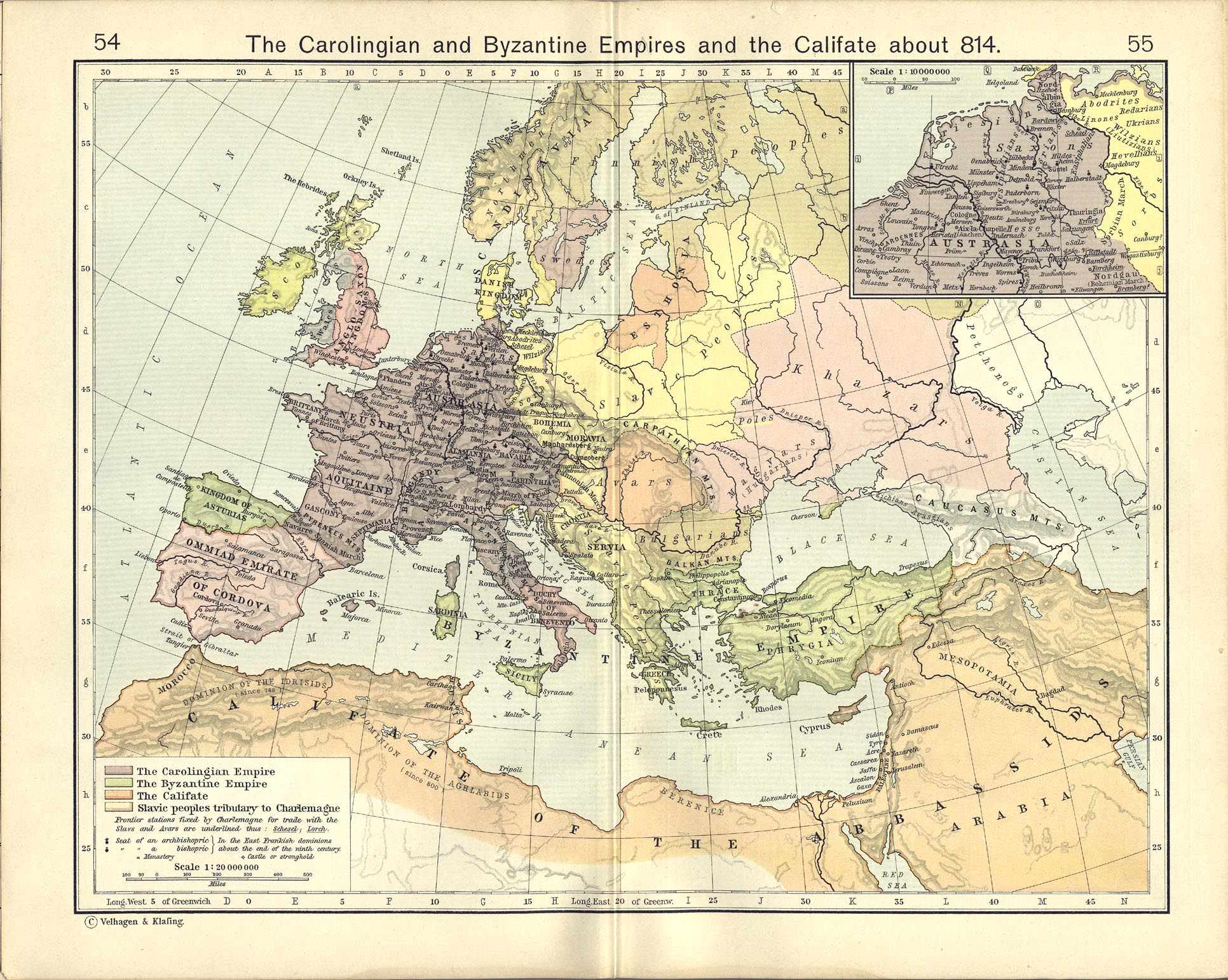
Европа и Северная Африка в годы начала арабского завоевания Сицилии.
Аббасидский халифат
Хазарский каганат
Византийская империя
Империя Запада

Хронология начала восстания в источниках представляется достаточно неясно. Поводом для вторжения на остров послужило восстание турмарха Евфимия, командующего флотом острова, который ранее, будучи византийским подчинённым, грабил побережье Ифрикии и забирал в плен арабских купцов.
В 826 году император Михаил II Травл назначил Фотина новым стратигом Сицилии. Согласно Васильеву, население было крайне недовольно этим событием, из-за чего против власти Фотина достаточно быстро вспыхнул мятеж. В греческих и латинских источниках причина мятежа объясняется романтично. По свидетельству Иоанна Диакона Неаполитанского, за два-три года до этого Ефимий влюбился в монахиню. Её имя Салернская хроника определяет как Омонизу. Он сочетался с ней незаконным браком. В Продолжателе Феофана по этому поводу написано: «Ему не надо было далеко ходить за ободряющим примером (как уже говорилось, сам Михаил осмелился на нечто подобное)». Греческие источники также пишут о том, что брак был не только незаконным, но и насильственным, поскольку сама дева была против него. К императору пришли два брата монахини, возмущённые произошедшим. Выслушав братьев, император отдал приказ захватить Фотина и, при подтверждении обвинений, подвергнуть его наказанию — отсечению носа. Согласно этой хронологии, возвращаясь с морского рейда Ефимий узнал о приказе императора о своём аресте. Он объявил своим приверженцем о грозящей ему опасности и вместо того, чтобы сдаться, отплыл в Сиракузы и захватил город. На стороне мятежника остался весь флот. Кроме того, ему удалось заручиться поддержкой значительной части высокопоставленных византийских военных на острове. Фотин попытался выступить против него, однако был разбит и вынужден бежать в Катану. Войска мятежников продолжили наступление. Стратиг попытался бежать, однако был схвачен и казнён. Мятежники провозгласили Ефимия законным императором. Более современные историки считают это вымыслом. В частности Васильев пишет о том, что главной причиной восстания оказалась политическая ситуация. В Византии была эпоха «Смутного времени», в частности бушевало восстание Фомы Славянина, а мусульмане захватили остров Крит. Предугадывая эти события, Ефимий готовил восстание с 20-х годов IX века, а Михаил, узнав об этом, приказал арестовать амбициозного военачальника.
Однако, после ряда локальных побед, Ефимия предал один из его наиболее могущественных союзников. В арабских источниках он известен как «Палата» (Palata) или «Балата» (Balata). По предположению Васильева, это, вероятно, не имя собственное, а название должности. Видный американский византинист Уоррен Тредголд в то же время считает, что арабы исказили имя и в реальности его звали «Платон» (Plato). Вместе с ним на сторону византийцев перешёл Михаил, командующий палермским гарнизоном. Они осудили узурпацию императорского титула, и, выступив против Ефимия, разбили его войска и заняли Сиракузы.
Подобно одному из повстанцев прошлых лет, Елпидию, выступившему против Ирины, Ефимий после предательства и поражения решил искать убежища у врагов империи. Он отправился в де-факто почти независимую от Аббасидов Африку, где направился к Аглабидам. Он предлагал свою помощь, заключавшуюся в первую очередь в знании местности и возможности провести войска и просил Аглабидов направить армию на Сицилию. В частности он предложил Зиядет-Аллаху I верховную власть над островом на следующих условиях: править островом будет сам Ефимий, при этом получив титул императора и помощь армией от мусульман, в то время как Аглабиды будут получать ежегодную дань.
Данное предложение подверглось препарации на совете знати в Кайруане. Васильев пишет о том, что совещание выдалось бурным, а многим знатным арабом казалось несправедливым нарушать мирный договор 813 года. Однако другие уверяли, что византийцы это заслужили, поскольку до сих пор содержали несколько арабов в своих темницах. Чтобы решить спор они обратились к двум шариатским судьям — Абу-Мухризу Мухаммеду аль-Килаби и Асаду ибн аль-Фурату. Первый заявлял о необходимости избежать поспешных действий и провести предварительную разведку острова. Однако второй пламенной речью, в которой говорил о священной миссии и о необходимости великого похода во славу веры, убедил присутствующих начать кампанию немедленно. О возможности подобных событий пишет и упомянутый выше Тредголд, не уточняя, однако, содержание речи и прочие события на собрании. Однако историк-арабист, эмерит-профессор байройтского университета (Германия) Джамиль абу-Наср и востоковед и исламовед Алекс Меткапф пишут, что это предложение Аглабиды приняли бы в любом случае, так как оно стало «прекрасной возможностью» сплотить население в упорной борьбе с внешним противником. Аглабидский султанат страдал от этнической напряжённости между берберами и арабами, а также разногласий внутри правящей элиты. Правящая же династия подвергалась критике со стороны мусульманских учёных маликитской правовой школы за их «озабоченность мирскими заботами», далёкую от традиционного ислама систему налогооблажения и «роскошный образ жизни». Предприняв священный поход, они одновременно «заставили замолчать судей и прочих недовольных, что были не в силах критиковать тех, кто исполняет волю пророка» и «смогли перенаправить разрушительную энергию знати на завоевание новых источников рабочей силы и новых богатств».
По настоянию присутствующих, Зиядет-Аллах поставил во главе армии Асада, несмотря на то, что должности кади и военачальника по исламским законам несовместимы. Однако для него было сделано исключение, и он был поставлен во главе экспедиционного корпуса, который был снаряжён в Сусе и отправлен на Сицилию. Источники сходятся во мнении, что численность армии составляла около десяти тысяч пехотинцев и семи сотен всадников, а также 70 или 100 кораблей за исключением флота Ефимия. В её составе были арабы, берберы, переселенцы из Иберии и, возможно, даже хорасанские персы.

## Первые операции и завоевание Палермо
14 июня 827 года единый флот выступил из бухты и через три дня достиг ближайшего населённого пункта на Сицилии, Мазары, где у Ефимия были свои сторонники. По предположению Васильева, возможно, они так избегали хорошо защищённого Лилибея.
После встречи на острове между воинами начались разногласия. Мусульмане приняли некоторых всадников — повстанцев Ефимия — за отряды империи и последовала стычка. Однако арабы достаточно быстро разобрались что к чему. И хотя Ефимий приказал своим солдатам повесить ветки на шлемы в качестве отличительного знака, Асад заявил о желании продолжать свой поход без них. Сразу после этого Палата/Балата, который с войском, превосходившим численность противника, расположились на равнине, которая носила его имя.
В июле Асад со своими людьми выступил из Мазары навстречу греческому войску. Построив войска, военачальник полушёпотом произнёс стихи из Корана и направил войска в атаку, бросившись на врага в первых рядах. В кровопролитном сражении войска мусульман были разбиты, а Палата/Балата бежал в Кастроджованни, а оттуда в Калабрию, где и скончался.
Нанеся поражение византийцам, Асад оставил командующим гарнизона Мазары Абу Заки аль Кинани и отправился по направлению к Сиракузам. Чтобы добраться до города требовалось пересечь весь остров с запада на восток. Мусульманская армия отправилась по южному берегу Сицилии и вскоре подошла к городу Калат аль-Кират (возможно, древний город Акра). Близ города их встретило посольство, отправленное византийцами из Сиракуз. Они предлагали заплатить дань, если мусульмане остановят своё продвижение. Со стороны византийцев это, вероятно, было уловкой, чтобы подготовиться к обороне города, однако Асад всё же остановился на время, возможно будучи убеждённым визитёрами, а возможно из-за необходимости подготовиться к длительной осаде города или реорганизовать войска. В этой ситуации Ефимий начал сожалеть о союзе с Аглабидами и вступил в переговоры с византийцами, тайно убеждая их упорно противостоять арабам. Сиракузяне согласились и отозвали посольство. Васильев пишет, что Асад прознал об этом и в гневе стал опустошать остров и стремительно продвигаться к Сиракузам. Вскоре мусульмане взяли город в осаду, имея от восьми до девяти тысяч воинов, однако без больших кораблей и осадных машин. Расположившись близ города, они стали ждать подкрепления из Африки. Готовясь к длительной осаде, византийцы свезли в Сиракузы все припасы из окрестностей. Вскоре в мусульманской армии начался серьёзный голод, а один из военачальников, Ибн-Кадим даже явился к Асаду, убеждая его оставить город. Однако военачальник пригрозил сжечь корабли в случае неповиновения и бунт прекратился.
Тем временем Византия столкнулась с серьёзной угрозой на Крите. Михаил не мог отправить подкрепления для обороны Сицилии. А со стороны захватчиков на остров продолжали прибывать подкрепления из Северной Африки. Однако со стороны Византии также прибыли подкрепления — из Венеции. Близ Сиракуз произошла новая стычка между мусульманскими и христианскими войсками. Арабы вырыли вокруг своих позиций широкий ров и большое количество ям, что позволило разбить преимущественно конную армию противника. Однако на следующий год в лагере началась эпидемия, жертвой которой стал и Асад. Вместо него голосованием войска был избран Мухаммед ибн Абу-ль-Джавари.
Меж тем к защитникам острова прибыли новые подкрепления из Константинополя и Венеции. Ослабленные эпидемией и потерей военачальника, арабские войска были вынуждены снять осаду. Однако попытка возвращения в Африку провалилась из-за организованной византийцами морской блокады. Тогда они сожгли свои корабли и отправились по суше в сторону замка Минео, которого достигли два дня спустя, а ещё через три дня — захватили. В городе эпидемия прекратилась. Арабы продолжили активные действия и вскоре овладели городом Джирдженти. Другая часть арабских войск направилась в Кастроджованни. Её жители вступили в переговоры с Ефимием, обещая признать его императором. Ефимий явился к ним с небольшой свитой и был убит ударом клинка в спину. О судьбе его сторонников информации нет. Есть лишь предположения, что они могли или разойтись по острову, или продолжить сражаться на одной стороне с мусульманами.
Весной 829 года византийский император отправил на Сицилию новый флот под командованием военачальника Феодота. Он был достаточно хорошо знаком с островом, поскольку когда-то служил его стратигом. После высадки Феодот направил свою армию к Энне, которую продолжали осаждать арабы. Там он дал сражение на равнине под Кастроджованни, но потерпел поражение и вынужден был отступить. Его войска укрылись в крепости, оставив врагу большое количество пленных, включая до 19 патрициев. Мусульмане настолько уверились в своей победе, что стали чеканить монеты с именем своего военачальника Мухаммеда ибн Абу-ль-Джавари. Вскоре после этого сражения он скончался и на его место был назначен новый, Зубайр ибн Гаут. Вскоре после это византийцам удалось переломить ход войны в свою пользу. Сначала они разбили выступивший за провиантом отряд арабов. На следующий день он убил около тысячи человек и фактически взял в осаду лагерь. Следующей же ночью мусульмане хотели пойти на прорыв, но потерпели сокрушительное поражение. Феодот атаковал их из засады и нанёс огромный урон, вынудив остальных отступить к замку Минео, где они были вынуждены есть мясо волов и собак. Арабский гарнизон Джирдженти, узнал о случившимся, подверг город разорению. Он был не в состоянии чем либо помочь Минео, поэтому выдвинулся обратно в Мазару. Наряду с осаждённым Минео он оставался последней цитаделью в руках захватчиков. Крепости находились на противоположных концах острова. Византийцы взяли Мазару в осаду, войска в Минео в этот момент уже страдали от голода и спустя два года поход в Сицилию должен был окончится полным провалом.

### Первоисточники
- Продолжатель Феофана. Жизнеописания византийских царей / Перевод, заключительная статья и комментарии Я. Н. Любарского. — СПб.: Алетейя, 2009. — 400 с. — (Византийская библиотека. Источники). — ISBN 978-5-91419-146-4.

### Исследования
Книги на русском языке
- Васильев А. А. Византiя и арабы. — СПб.: Тип. И. Н. Скороходова, 1900. — Т. I: Политическiя отношенiя Византiи и арабовъ за время Аморiйской династiи. — 407 с.
- Васильев А. А. История Византийской империи / Пер. с англ. А. Г. Грушевой. — СПб.: Алетейя, 2000. — 1800 экз. — ISBN 978-5-403-01726-8.
- Диль Шарль. Византийские портреты = Figures byzantines — Paris: A. Colin[англ.], 1909 / Перевод М.С. Безобразовой. Предисловие П.В. Безобразова. — 2-е, перепечатанное. — М.: Искусство, 1994. — 744 с. — ISBN 978-5-7533-0194-9.
- Кеннеди Хью. Глава 10: Война на море // Великие арабские завоевания = The Great Arab Conquests. How the Spread of Islam Changed the World We Live In —  London: Weidenfeld & Nicolson, 2007 / пер. с англ. Г. Соловьёвой. — М.: АСТ, Мидгард, 2009. — 497 с. — (Историческая библиотека). — 4000 экз. — ISBN 978-5-17-039643-6. — ISBN 5-170-61556-6.
- Норвич Джон. История Сицилии = Sicily: A Short History, from the Greeks to Cosa Nostra — London: Hachette UK, 2015. — М.: АСТ, 2018. — 384 с. — (Историческая библиотека). — ISBN 978-5-170-99444-1. — ISBN 5-170-99444-3.
- Рансимен Стивен. Пролог. Сицилия // Сицилийская вечерня. История Средиземноморья в XIII веке = The Sicilian Vespers; a history of the Mediterranean world in the later thirteenth century — Cambridge: CUP, 1958 / пер. с англ. и предисловие А. Ю. Карачинский. — СПб.: Евразия, 2007. — 384 с. — (CLIO). — ISBN 978-5-8071-0175-8.

Книги на английском языке
- A history of the Maghrib in the Islamic period / edited by Jamil M. Abun-Nasr. — Cambridge: Cambridge University Press, 1987. — 455 p. — ISBN 978-0-511-60810-0. — doi:10.1017/CBO9780511608100.
- Brown, Thomas S. Byzantine Italy (680—876) // The Cambridge History of The Byzantine Empire, c. 500—1492. — Cambridge: Cambridge University Press, 2008. — P. 433—464. — 1210 p. — ISBN 1-107-68587-7. — ISBN 978-1-107-68587-1.
- Bury J. B. A History of the Eastern Roman Empire from the Fall of Irene to the Accession of Basil I (A.D. 802–867). — London: Macmillan and Co., 1912. — 530 p.
- Metcalfe, Alex. The Muslims of Medieval Italy. — Edinburgh: Edinburgh University Press, 2009. — 314 p. — (New Edinburgh Islamic Surveys). — ISBN 978-0-748-62911-4. — ISBN 0-748-62911-4.
- Treadgold Warren T. The Byzantine Revival, 780–842 (англ.) / American Council of Learned Societies. — Stanford, CA: Stanford University Press, 1988. — XV, 504 p. — (ACLS Humanities E-Book). — ISBN 0-804-71462-2. — ISBN 978-0-804-71462-4.